# The Messenger (álbum de Johnny Marr)
The Messenger es el primer álbum solista del músico inglés Johnny Marr. El álbum fue publicado el 25 de febrero de 2013 en el Reino Unido a través de Warner Music Artist & Label Services / Warner Bros. Records, y el 26 de febrero en EE. UU. a través de Sire Records.

## Lista de canciones
Todas las canciones escritas y compuestas por Johnny Marr. 
| N.º | Título                  | Duración |  |
| 1.  | «The Right Thing Right» | 3:41     |  |
| 2.  | «I Want the Heartbeat»  | 2:47     |  |
| 3.  | «European Me»           | 3:56     |  |
| 4.  | «Upstarts»              | 3:38     |  |
| 5.  | «Lockdown»              | 3:58     |  |
| 6.  | «The Messenger»         | 4:29     |  |
| 7.  | «Generate! Generate!»   | 4:21     |  |
| 8.  | «Say Demesne»           | 5:37     |  |
| 9.  | «Sun and Moon»          | 3:23     |  |
| 10. | «The Crack Up»          | 3:52     |  |
| 11. | «New Town Velocity»     | 5:11     |  |
| 12. | «Word Starts Attack»    | 3:29     |  |

## Personal
- Frank Arkwright @– masterización[2]
- Mate Bancroft @– fotografía
- Doviak @– voz secundaria, productor
- Johnathan Elliott @– diseño
- Robin Hurley @– administración
- Max James @– bajos
- Johnny Marr @– voz,  ARP Omni, batería, guitarras, bajos, teclados, Memory Moog, productor.
- Nile Marr @– solista
- Sonny Marr @– voz secundaria
- Jack Mitchell @– batería
- Claudius Mittendorfer @– mezcla
- Joe Musgo @– administración

## Singles
"The Messenger" fue lanzado como single el 11 de noviembre de 2012, tres meses antes del lanzamiento del disco homónimo.
"Upstarts" fue lanzado el 19 de febrero de 2013 como single promocional en iTunes junto a "Psychic Beginner".
"New Town Velocity" fue lanzado el 22 de junio de 2013 como single, en iTunes y vinilo, junto a "The It-Switch".
Cada uno de los temas fue publicado con su respectivo video.